# Herren der Meere
Herren der Meere est un film autrichien réalisé par Alexander Korda et sorti en 1922.

## Production
C'est le deuxième film réalisé par Korda pour la société autrichienne Sascha-Film. Il est basé sur le roman Les Pirates d'Ernest Vajda, qui a également écrit le scénario. Plusieurs autres exilés hongrois ont également travaillé sur le film, dont le producteur Arnold Pressburger. Le scénario du film offre une vision romantique des pirates des temps modernes et de leur quête de trésors.

## Fiche technique
- Réalisation : Alexander Korda
- Scénario : d'après le roman Pareten d'Ernest Vajda[2].
- Production : Arnold Pressburger
- Photographie : Hans Theyer
- Montage : Karl Hartl
- Production : Sascha-Film
- Date de sortie : 3 février 1922

## Distribution
- Victor Varconi
- María Corda : Anny Lind
- Tibor Lubinszky
- Gyula Szöreghy
- Harry De Loon
- Max Devrient
- Reinhold Häussermann
- Gert Lubbers
- Paul Pranger
- Albert Schreiber